# 김주하 (배구 선수)
김주하(1992년 4월 24일 ~ 2024년 3월 8일 )는 대한민국의 배구 선수로 포지션은 리베로, 레프트이다.
현재 V-리그의 수원 현대건설 힐스테이트 소속으로 뛰고 있다.
사인:자살

## 수상 경력

### 단체 수상

#### 개인 클럽
- 수원 현대건설 힐스테이트 (2010-2017), (2020-)
  - V-리그
    - 챔피언결정전
      -  우승 (2회) : 2010-11, 2015-16
      -  준우승 (3회) : 2009-10, 2011-12, 2014-15
      -  3위 (1회) : 2012-13

    - 정규리그
      -  1위 (1회) : 2010-11
      - 1위(조기종료) (1회) : 2019-20
      -  2위 (1회) : 2015-16
      -  3위 (3회) : 2011-12, 2012-13, 2014-15

  - KOVO컵
    -  우승 (2회): 2014, 2021
    -  준우승 (2회) : 2013, 2015